# Schaal Sels
La Schaal Sels è una corsa in linea di ciclismo su strada maschile che si disputa annualmente a Merksem, in Belgio. Tenutasi per la prima volta nel 1921, dal 2005 fa parte del calendario dell'UCI Europe Tour come evento di classe 1.1.

## Albo d'oro

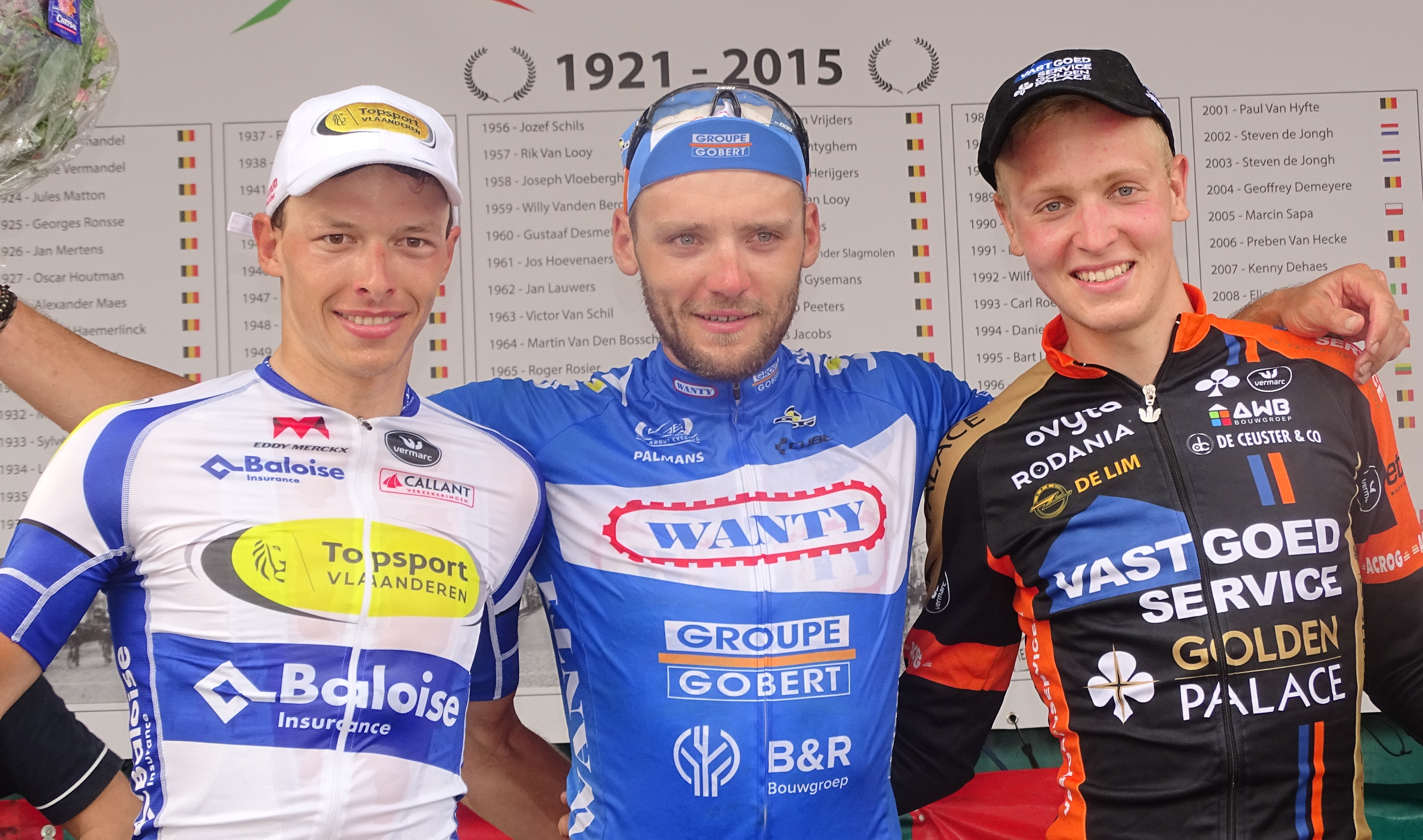
Il podio dell'edizione 2015: da sinistra Oliver Naesen (2º), Robin Stenuit (1º) e Tim Merlier (3º)

Aggiornato all'edizione 2022.
| Anno    | Vincitore                                           | Secondo                                             | Terzo                                               |
| ------- | --------------------------------------------------- | --------------------------------------------------- | --------------------------------------------------- |
| 1921    | René Vermandel                                      | Edmond Van Heyneghem                                | Edouard Maes                                        |
| 1922    | non disputata                                       |                                                     |                                                     |
| 1923    | René Vermandel                                      | Jules Van Hevel                                     | Victor Standaert                                    |
| 1924    | Jules Matton                                        | August Verdyck                                      | René Vermandel                                      |
| 1925    | Georges Ronsse                                      | Denis Verschueren                                   | René Vermandel                                      |
| 1926    | Jan Mertens                                         | René Vermandel                                      | August Mortelmans                                   |
| 1927    | Oscar Houtmans                                      | Fr. Van Aken                                        | Jules Deschepper                                    |
| 1928    | Alexandre Maes                                      | Joseph Dervaes                                      | August Meuleman                                     |
| 1929    | Alfred Haemerlinck                                  | Jan Meeuwis                                         | Jan Van Ballaert                                    |
| 1930    | Frans Bonduel                                       | Kamiel Degraeve                                     | Maurice Seynaeve                                    |
| 1931    | Odiel Van Hevel                                     | Odile Van Eenoghe                                   | Romain Gijssels                                     |
| 1932    | Maurice Croon                                       | Frans Bonduel                                       | August Mortelmans                                   |
| 1933    | Sylvère Maes                                        | Victor Gernaeye                                     | Frans Dictus                                        |
| 1934    | Leopold De Rijck                                    | Cornelius Leemans                                   | Constant Struyven                                   |
| 1935    | Sylvain Grysolle                                    | Joseph Somers                                       | Maurice Croon                                       |
| 1936    | Sylvain Grysolle                                    | Edgard De Caluwé                                    | Maurice Croon                                       |
| 1937    | Frans Bonduel                                       | Jozef Palmans                                       | Edmond Delathouwer                                  |
| 1938    | Frans Spiessens                                     | Joseph Geets                                        | Leopold De Rijck                                    |
| 1939-40 | non disputata a causa della seconda guerra mondiale | non disputata a causa della seconda guerra mondiale | non disputata a causa della seconda guerra mondiale |
| 1941    | Maurice Clautier                                    | Georges Claes                                       | Jan De Voeght                                       |
| 1942    | Gustaaf Van Overloop                                | Georges Claes                                       | Lode Poels                                          |
| 1943    | André Defoort                                       | René Janssens                                       | Stan Ockers                                         |
| 1944-45 | non disputate a causa della seconda guerra mondiale | non disputate a causa della seconda guerra mondiale | non disputate a causa della seconda guerra mondiale |
| 1946    | Jérôme Dufromont                                    | Karel De Baere                                      | Raymond De Smedt                                    |
| 1947    | August Van Mirlo                                    | Edward Van Dijck                                    | Adolf Verschueren                                   |
| 1948    | Joseph Debeuckelaer                                 | Gerard Buyl                                         | Louis De Stobbeleire                                |
| 1949    | Edward Peeters                                      | Louis Hardiquest                                    | Ernest Sterckx                                      |
| 1950    | Ernest Sterckx                                      | Albert Ramon                                        | Maurice Blomme                                      |
| 1951    | Lucien Mathys                                       | Maurice Blomme                                      | Louis Brusselmans                                   |
| 1952    | Marcel Dierkens                                     | Omer Vandervoorden                                  | Ernest Sterckx                                      |
| 1953    | Gerard Buyl & René Mertens                          | Gerard Buyl & René Mertens                          | Frans Loyaerts                                      |
| 1954    | Henri Jochums & Stan Ockers                         | Henri Jochums & Stan Ockers                         | Jos De Feyter                                       |
| 1955    | Joseph Marien                                       | Willy Truye                                         | Boudewijn Devos                                     |
| 1956    | Joseph Schils                                       | Frans Van Den Bosch                                 | Leopold De Graeveleyn                               |
| 1957    | Rik Van Looy                                        | Gustaaf Desmet                                      | Jozef Dillen                                        |
| 1958    | Joseph Vloeberghs                                   | Gilbert Saelens                                     | Petrus Oellibrandt                                  |
| 1959    | Willy Van Den Berghen                               | Marcel Janssens                                     | Jan Zagers                                          |
| 1960    | Gustaaf Desmet                                      | Joseph Schils                                       | Willy Butzen                                        |
| 1961    | Jos Hoevenaers                                      | Maurice Joosen                                      | Jan De Roover                                       |
| 1962    | Jan Lauwers                                         | Piet Damen                                          | Arthur Decabooter                                   |
| 1963    | Victor Van Schil                                    | Frans Aerenhouts                                    | Frans Melckenbeeck                                  |
| 1964    | Martin Van Den Bossche                              | Ludo Janssens                                       | Romain Van Wijnsberghe                              |
| 1965    | Roger Rosiers                                       | Gustaaf Desmet                                      | Gilbert Maes                                        |
| 1966    | Ward Sels                                           | Frans Aerenhouts                                    | Jan Boonen                                          |
| 1967    | Jos Boons                                           | André Poppe                                         | Gilbert Gijssels                                    |
| 1968    | Ward Sels                                           | Georges Pintens                                     | Frans Mintjens                                      |
| 1969    | Jos Huysmans                                        | Victor Van Schil                                    | Eddy Goossens                                       |
| 1970    | Herman Van Springel                                 | Noël Van Tyghem                                     | Willy Vanneste                                      |
| 1971    | Herman Vrijders                                     | André Dierickx                                      | Roger Rosiers                                       |
| 1972    | Noël Van Tyghem                                     | André Dierickx                                      | Frans Verhaegen                                     |
| 1973    | August Herrijgers                                   | Victor Van Schil                                    | Florent Van Hooydonck                               |
| 1974    | Frans Van Looy                                      | Roger Rosiers                                       | Marcel Laurens                                      |
| 1975    | Jos Jacobs                                          | Serge Van Daele                                     | Frans Van Looy                                      |
| 1976    | Marcel Van Der Slagmolen                            | Marc Renier                                         | Eric Leman                                          |
| 1977    | Emiel Gijsemans                                     | Eddy Vanhaerens                                     | Jos Van De Poel                                     |
| 1978    | Ludo Peeters                                        | Eric Van De Wiele                                   | Hendrik Caethoven                                   |
| 1979    | Jos Jacobs                                          | René Dillen                                         | Marcel Laurens                                      |
| 1980    | Benjamin Vermeulen                                  | Willem Peeters                                      | Willy Desmet                                        |
| 1981    | Walter Schoonjans                                   | Ronny Van Holen                                     | Eddy Van Hoof                                       |
| 1982    | Jan Bogaert                                         | Jozef Lieckens                                      | Guido Van Sweevelt                                  |
| 1983    | René Martens                                        | Ortaire Goossens                                    | Michel Goffin                                       |
| 1984    | Gery Verlinden                                      | Stefan Morjean                                      | Luc Govaerts                                        |
| 1985    | Luc Govaerts                                        | Marc Sprangers                                      | Marc Moens                                          |
| 1986    | Frank Verleyen                                      | John De Keukelaere                                  | Johan Capiot                                        |
| 1987    | Ludo De Keulenaer                                   | Willem Van Eynde                                    | Johan Jeurissen                                     |
| 1988    | Patrick Verschueren                                 | Nico Roose                                          | Jacques Verbrugge                                   |
| 1989    | Carl Roes                                           | André Vermeiren                                     | Marc Sprangers                                      |
| 1990    | Peter Spaenhoven                                    | Bruno Geuens                                        | Chris Lefever                                       |
| 1991    | Edwig Van Hooydonck                                 | Bart Van De Water                                   | Werner Van Rompaey                                  |
| 1992    | Wilfried Peeters                                    | Danny Daelman                                       | Peter De Clercq                                     |
| 1993    | Carl Roes                                           | Franky De Buyst                                     | Johan Buelens                                       |
| 1994    | Daniel Verelst                                      | Eric Torfs                                          | Ludo Dierckxsens                                    |
| 1995    | Bart Leysen                                         | Aart Vierhouten                                     | Bart Heirewegh                                      |
| 1996    | Glenn D'Hollander                                   | Johan Verstrepen                                    | Werner Van Rompaey                                  |
| 1997    | Tom Steels                                          | Jo Planckaert                                       | Jans Koerts                                         |
| 1998    | Danny Nelissen                                      | Jo Planckaert                                       | Raymond Meijs                                       |
| 1999    | Fred Rodriguez                                      | Christophe Detilloux                                | Marc Streel                                         |
| 2000    | Steven de Jongh                                     | Henk Vogels                                         | Roger Hammond                                       |
| 2001    | Paul Van Hyfte                                      | Aart Vierhouten                                     | Niko Eeckhout                                       |
| 2002    | Steven de Jongh                                     | Allan Johansen                                      | Steven De Neef                                      |
| 2003    | Steven de Jongh                                     | Geert Verheyen                                      | Jurij Metlušenko                                    |
| 2004    | Geoffrey Demeyere                                   | Peter Wuyts                                         | Peter van Agtmaal                                   |
| 2005    | Marcin Sapa                                         | Geert Omloop                                        | Dennis Haueisen                                     |
| 2006    | Preben Van Hecke                                    | Jens Renders                                        | Bert De Waele                                       |
| 2007    | Kenny Dehaes                                        | Stefan van Dijk                                     | Robbie McEwen                                       |
| 2008    | Elia Rigotto                                        | Kristjan Fajt                                       | Lieuwe Westra                                       |
| 2009    | Kris Boeckmans                                      | Boy van Poppel                                      | Andreas Stauff                                      |
| 2010    | Aidis Kruopis                                       | Stefan van Dijk                                     | Aleksandr Porsev                                    |
| 2011    | Aidis Kruopis                                       | Jacob Fiedler                                       | Michael Van Staeyen                                 |
| 2012    | Niko Eeckhout                                       | Christian Bertilsson                                | Jempy Drucker                                       |
| 2013    | Pieter Jacobs                                       | Michael Van Staeyen                                 | Baptiste Planckaert                                 |
| 2014    | non disputata                                       |                                                     |                                                     |
| 2015    | Robin Stenuit                                       | Oliver Naesen                                       | Tim Merlier                                         |
| 2016    | Wout Van Aert                                       | Timothy Dupont                                      | Stijn Steels                                        |
| 2017    | Taco van der Hoorn                                  | Wout Van Aert                                       | Tim Merlier                                         |
| 2018    | Timothy Dupont                                      | Alfdan De Decker                                    | Christophe Noppe                                    |
| 2019    | Attilio Viviani                                     | Timothy Dupont                                      | Michael Van Staeyen                                 |
| 2020-21 | annullata per la Pandemia di COVID-19               | annullata per la Pandemia di COVID-19               | annullata per la Pandemia di COVID-19               |
| 2022    | Arnaud De Lie                                       | Chris Lawless                                       | Kenneth Van Rooy                                    |